# Boeing T-43
O Boeing T-43 foi uma aeronave de treinamento militar usado na Força Aérea dos Estados Unidos, produzido e desenhado pola Boeing a partir de um avião Boeing 737-200. Dezenove dessas aeronaves foram fabricadas entre 1973 e 1974. Vários foram posteriormente convertidos para CT-43As como transportes executivos. O T-43 foi aposentado em 2010 após 37 anos de serviço.
|  |

## Especificações (T-43A)
Dados de: Encyclopedia of World Military Aircraft.
Descrições gerais
- Tripulação: 2
- Capacidade: 19 - soldados/paraquedistas
- Comprimento: 30,48 m (100 ft)
- Envergadura: 28,35 m (93 ft)
- Altura: 11,28 m (37 ft)
- Área alar: 91,1 m² (981 ft²)
- Peso vazio: 27 311 kg (60 200 lb)
- Peso de decolagem: 52 391 kg (116 000 lb)

Motorização
- Número de motores: 2x
- Tipo do motor: Turbofan
- Fabricante/modelo: Pratt & Whitney JT8D-9A
- Empuxo por motor: 6 577,08 kgf (14 500 lbf) (64.4 kN)

Performance
- Velocidade máxima: 943 km/h (586 mph)
- Velocidade de cruzeiro (Mach): 0.7572 Ma
- Velocidade total em Mach: 0.7704 Ma
- Velocidade total em Nó: 509 kn (943 km/h)
- Alcance: 4 818 km (2 990 mi)
- Razão de subida: 19,1 m/s